# Muʿawiya II
Muʿāwiya II ou ʾAbū Laylā Muʿāwiya ibn Yazīd (en arabe : أبو ليلى معاوية بن يزيد), né en 661 et mort en 684, est le troisième calife omeyyade. Il succède à son père Yazīd Ier en 683. Le Califat omeyyade dont il hérite est dans un état instable, avec la rébellion de ʿAbd Allāh ibn Az-Zubayr dans le Hedjaz ainsi que des territoires en Irak.

## Jeunesse
Muʿāwiya ibn Yazīd naît le 28 mars 661. Il descend de Qurayš par ses deux parents. Son grand-père maternel ʾAbū Hāšim ibn ʿUtba est gouverneur de Bassorah quand la fille de ce dernier épouse le futur calife Yazīd Ier en 660. Muʿāwiya est l'aîné de sa fratrie. Il est dit qu'il est né le jour de la proclamation en tant que calife de son grand-père paternel Muʿāwiya Ier.
Muʿāwiya ibn Yazīd est le premier prince omeyyade à grandir au sein d'une cour, protégé de potentiels assassins. Il reçoit un enseignement et une éducation particuliers de la part d'érudits et de précepteurs. Le fait qu'il ne soit pas envoyé à La Mecque ni à Médine pour parfaire son enseignement contribue à l'impopularité croissante de la dynastie omeyyade, impopularité qui se voit accentuer avec la campagne contre Al-Ḥusayn ibn ʿAlī et ʿAbd Allāh ibn Az-Zubayr, et encore plus avec le siège de La Mecque.

## Accession au pouvoir
En 683, Yazīd Ier meurt et Muʿāwiya, deuxième du nom après son grand-père, lui succède. Son accession au pouvoir est reçue avec prudence par les musulmans, étant donné qu'il passe son enfance dans la cour, ayant peu de contacts avec le monde extérieur. Il consacre ses premiers jours au pouvoir à des affaires intérieures.

## Conflit avec ʿAbd Allāh ibn Az-Zubayr et abdication
Muʿāwiya II déclare la trêve, terminant les hostilités dans les lieux saints de l'islam, arguant que la guerre à Médine et La Mecque relève de la folie et du blasphème, et l'endommagement de la Kaaba du sacrilège, ce qui lui vaut une large acclamation à travers le Califat, même parmi des sympathisants de ʿAbd Allāh ibn Az-Zubayr. Ce dernier, cependant, ne peut se contenter de cette paix, et son camp, pensant que Muʿāwiya II n'est qu'un jeune garçon, incapable de gouverner un aussi vaste État et de diriger des armées, et donc facile à vaincre, continue quelques combats sporadiques, même si la trêve dure officiellement plusieurs mois.
Muʿāwiya II se refuse à attaquer ʿAbd Allāh ibn Az-Zubayr. Il lui envoie une ambassade lui proposer de lui succéder une fois mort, étant donné que Muʿāwiya II n'a pas de fils, mais ʿAbd Allāh refuse cette offre, le calife étant encore jeune et pouvant avoir des fils plus tard. Muʿāwiya II, attristé, décide d'envoyer une autre ambassade proposant à ʿAbd Allāh de devenir calife après son abdication, à condition que sa vie soit épargnée. Il semble que cette offre est également rejetée. Très affecté face au refus de ʿAbd Allāh de dialoguer, et afin d'éviter un autre bain de sang, Muʿāwiya II abdique, quarante jours après le début de son règne. Il meurt la même année.

## Personnalité et famille
Plusieurs sources rapportent que Muʿāwiya II, malgré une personnalité faible, est bon et honnête, n'appréciant pas d'être lui-même impliqué en politique. En effet, certaines sources rapportent qu'il n'accepte qu'à contrecœur de devenir calife, voulant au départ réunir un conseil pour se concerter afin d'élire le prochain calife, avant d'être persuadé par ses courtisans de succéder à son père.
Ses mariages sont parfois jugés problématiques. En effet, son grand-père Muʿāwiya Ier veut qu'il épouse une femme issue d'une autre lignée afin de renforcer la dynastie, ce qu'il réalise, mais sa femme meurt en 677. Il se marie à nouveau en 678 puis en 680, mais, voyant que ses deux femmes ne lui donnent pas d'enfant, il divorce vers 682. Un an plus tard, son père le force à épouser une princesse étrangère afin d'étendre le pouvoir du Califat, mais il est dit qu'il méprise cette femme, et que dès la mort de Yazīd Ier, Muʿāwiya II divorce à nouveau.
Selon l'auteur yéménite ʿAbdallah Ibn Hamza Ibn Suleyman (m. 614H), dans son livre al-Shāfī, Muʿāwiya II est le premier calife à professer la doctrine de l'Unicité et de la justice (plus tard appelée, le mu'tazilisme).